# Dios los cría (película de 1991)
Dios los cría es una película de Argentina filmada en colores dirigida por Fernando Ayala sobre su propio guion escrito en colaboración con Ricardo Talesnik que se estrenó el 20 de junio de 1991 y que tuvo como actores principales a Soledad Silveyra, Hugo Soto, Ana María Cores y China Zorrilla. Es la última película de Fernando Ayala y ha sido considerada como «una suerte de testamento queer», cuyo protagonista es un hombre homosexual que frecuenta una disco LGBT+. Hasta entonces el cine argentino solo había mostrado personas homosexuales sin vida social, pero en esta obra se muestra «un sentido de comunidad LGBTIQ como nunca antes se había visto».

## Sinopsis
Cuando un joven aloja en su casa a una amiga, la relación diaria los hace confesar una verdad que cada uno oculta. Ángel es un joven homosexual que vive con su madre, conoce a Mirna, una prostituta, y pretenderá que se vaya a vivir con ellos para formar una especie de familia. Última película como director del prolífico realizador argentino Fernando Ayala.

## Reparto
Participaron del filme los siguientes intérpretes:
- Soledad Silveyra
- Hugo Soto
- Ana María Cores
- China Zorrilla
- Mauricio Bruno
- Alberto Busaid
- Villanueva Cosse
- Mónica Galán
- Lidia Catalano
- Emilio Vidal
- Walter Soubrié
- María Visconti
- Roberto Lavezzari
- Inés Estévez
- Bernardo Baras
- Carlos Larrache
- Hugo Grosso
- Cris Miró
- Mauricio Bruno
- Walter Longo

## Comentarios
Claudio D. Minghetti en Página 12 escribió:

«…es una película vieja por los cuatro costados… Puede convertirse en una experiencia desagradable para cualquier espectador sensible. »

La Voz del Interior opinó:

« Aunque se percibe la solvencia para apuntar y escribir la realidad desde sus ángulos más grotescos y patéticos, ninguno de los nombrados está a la altura de sus laureles. Un problema si se quiere nacional, tanto por la cuestión socio-moral como por la decadencia paralela de un cine invadido por la mala televisión.»

Manrupe y Portela escriben:

«Comedia que pretende ser original, y que solamente logra llenarse de prejuicios, en un lamentable naufragio de Ayala.»